# Callochiton septemcostatus
Callochiton septemcostatus är en blötdjursart som beskrevs av J. Richard M. Bergenhayn 1933. Callochiton septemcostatus ingår i släktet Callochiton och familjen Ischnochitonidae. Inga underarter finns listade i Catalogue of Life.